# Rebbachisaurus
Rebbachisaurus är ett släkte av sauropoder, dinosaurier av superfamiljen Diplodocoidea, som har uppskattats vara mellan 14 och 20 meter lång och väga drygt 7 ton (7,7 ton). De levde under tidigt till sena kritaperioden i Afrika för cirka 99 miljoner år sedan. Denna massiva fyrbenta växtätare levde i nuvarande Marocko, Niger och Tunisien. Den hade ett litet huvud, en lång, graciös nacke och en piskliknande svans. Rebbachisaurus skiljer sig från andra sauropoder med sin ovanligt höga rygg.